# Жабайитобе
Жабайитобе́ (каз. Жабайытөбе) — село у складі Келеського району Туркестанської області Казахстану. Входить до складу Біртілецького сільського округу.
У радянські часи село називалось Будьонне.
Населення — 654 особи (2021; 571 у 2009, 702 у 1999, 320 у 1989).